# Poterne

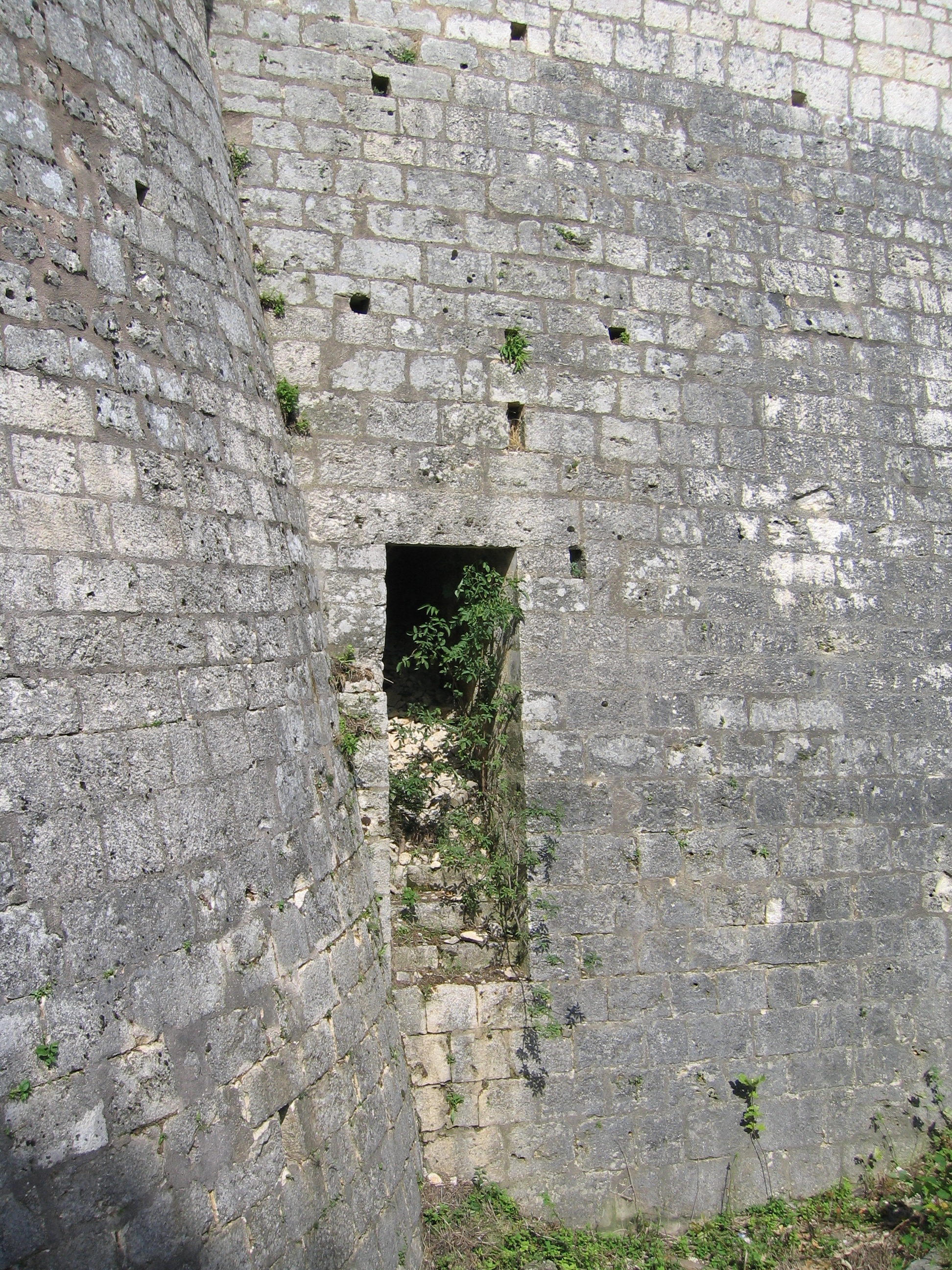
Poterne dans les remparts de Provins (Seine-et-Marne).

Une poterne est une petite porte qui était intégrée aux murailles d'une fortification, de façon discrète et qui permettait aux habitants du château de sortir ou rentrer à l’insu de l'assiégeant.
Placée dans le bas des courtines, au niveau des fossés, elle était généralement sous la protection des meurtrières d'une tour proche ou d'une bretèche.